# Vodoléčebný ústav a Sluneční lázně s plovárnou
Vodoléčebný ústav a Sluneční lázně s plovárnou je lázeňský komplex v Luhačovicích na ulici Leoše Janáčka. Území areálu někdejšího Vodoléčebného ústavu utváří čtyři historické části: Vodoléčebný ústav, Sirné a slatinné lázně, Říční a sluneční lázně a objekt kotelny s prádelnou. Budovy ve stylu lidové secese jsou převážně dílem Dušana Jurkoviče. Od 5. listopadu 1964 je celý areál chráněn jako kulturní památka. Provoz bazénu byl z důvodu špatného technického stavu ukončen v roce 1995. V roce 2000 byla provedena rekonstrukce a celý objekt byl využíván pouze ke kulturním akcím a prohlídkám.
Po generální rekonstrukci v roce 2024 se areál pod názvem Sluneční lázně stal kulturním a společenským místem s expozicemi věnujícími se vodoléčebným procedurám a historii lázeňství, dílu architekta Dušana Jurkoviče a tvorbě Leoše Janáčka.

## Historie
Vodoléčebný ústav patří společně s Janovým domem, Vilou Chaloupkou a mlékárnou k první fázi stavebního rozvoje nově vzniklé první lázeňské akciové společnosti v Luhačovicích. Ústav vznikl roku 1902 hned po Janově domu, a to přestavbou Jestřabského mlýna. První zmínka o tomto mlýnu je z roku 1710, kdy poddaný Mikuláš Sedlář získal od majitele panství Wolfganga Serényiho svolení k výstavbě tohoto mlýna. V roce 1860 mlýn odkoupili zpět majitelé panství Serényiové, kteří ho i s ostatním majetkem prodali v roce 1902 právě první lázeňské akciové společnosti založené doktorem Františkem Veselým. Architektem přestavby se stal Dušan Jurkovič. Z důvodu nedostatku finančních prostředků musely být zamítnuty jeho úmysly o nákladné přestavbě. Proto se při proměně držel původní stavby, jež měla přízemí z kamene a poschodí ze sušených cihel. Problém nízkého stropu byl vyřešen tak, že na kamenné přízemí a první patro z vepřovic opatřil hrázděnou nástavbu. Celá budova tak dostala vzdušný charakter a sjednotila ji jednou střechou. Vodoléčebný ústav byl otevřen první lázeňskou sezónu a byla zde provozována hydroterapie ve formě ponorů, zábalů, perličkových koupelí, parních lázní a skotských střiků. 
Následující rok byly podle Jurkovičova architektonického návrhu vystavěny Říční a Sluneční lázně. Bazén Říčních lázní byl napájen vodou z poblíž protékající říčky Šťávnice a nad bazénem byla postavena terasa Slunečních lázní. Od léta 1906 se zde konávala takzvaná vzduchoplavba, neboli Vzdušné lázně. Jednalo se o zdravotní tělocvik na slunném místě v lese a v plaveckém úboru, určený k podpoře léčení a otužování těla. Tato veřejná plovárna s bazénem a malebnými převlékacími kabinami byla velmi populární. Konala se zde nejrůznější sportovní klání a setkávali se zde lázeňští hosté. Součástí plovárny byla i dřevěná lehátka na terasách, hřiště na volejbal, stoly na ping pong, gymnastické nářadí a dětské kolotoče. Konaly se zde také vyhlášené plavecké závody nebo oblíbené pikniky. Mezi časté hosty Slunečních lázní patřil například skladatel Leoš Janáček a herec Vlasta Burian. Nejprve se zde muži a ženy při koupání a slunění střídali, v roce 1910 byl bazén prodloužen a rozdělen přepážkou na ženskou a mužskou část. V poválečném období byla rozšířena také část Slunečních lázní.
V areálu byly následně postaveny další stavby, které svým tvaroslovím navazovaly na Jurkovičovy stavby. První z nich je bývalá lázeňská prádelna s kotelnou z roku 1909, jejímž stavitelem je Josef Schaniak. Druhou stavbou byly Slatinné a sirné lázně od architekta Jana Kočy z roku 1909. Roku 1912 byl do sirných lázní sveden sirný pramen. V roce 1941 byla zahájena nástavba Slatinných lázní architektem Adolfem Vítámvásem a provoz byl rozšířen o Sirné lázně. 
Provoz bazénu byl kvůli jeho špatnému technickému stavu a z hygienických důvodů, kdy bazén byl napájen vodou z říčky, ukončen v roce 1995. Na konci devadesátých let se však už budovy nacházely ve značně zchátralém stavu a zastaraly i lázeňské technologie. Nejprve se uzavřely sirné a slatinné lázně, později vodoléčba. V roce 2000 byla provedena rekonstrukce a celý objekt byl využíván pouze ke kulturním akcím a prohlídkám. Poslední léčebné procedury se tu prováděly v roce 2012, poté se definitivně přesunuly do jiných lázeňských objektů, zejména do rehabilitačního ústavu.
Kvůli jeho špatnému stavu a náročnosti rekonstrukce chtěla roku 2013 společnost Lázně Luhačovice celý areál prodat. Díky své dobré finanční situaci se po roce a půl rozhodla společnost zrušit nabídku na prodej areálu a vznikla úvaha přeměnit ho na hotelový komplex s wellness a lázeňskými procedurami.
Rekonstrukce započala v roce 2021 pod vedením architekta Petra Všetečky z Transat architekti. Dokončena byla v roce 2023 a celý areál byl slavnostně znovu otevřen pod názvem Sluneční lázně 23. května 2024. Místo se stalo kulturním a společenským centrem s expozicemi věnujícími se vodoléčebným procedurám a historii lázeňství, dílu architekta Dušana Jurkoviče a tvorbě Leoše Janáčka. 
Zatímco budova staré prádelny s kotelnou se stala zázemím celého komplexu budov a je v ní umístěn i vstup do expozic, pokladna i budoucí hotelové lobby, bývalé Slatinné lázně byly přejmenovány na Skleník. Boční křídla objektu se střešními světlíky slouží přes zimu k uložení palem z lázeňského parku, zatím co ve střední části vznikl dvoupodlažní otevřený halový prostor, který poskytuje zázemí společenským a kulturním akcím. Protože bazén Říčních lázní už není možné využívat k plavání, byl upraven na biotop s okrasnými vodními rostlinami a brouzdalištěm. Chloubou Vodoléčebného ústavu se stala obnovená odpočívárna, která je dokonalou kopií původního Jurkovičova návrhu. Druhé podlaží ústavu je věnováno Leoši Janáčkovi a jeho tvorbě. Nachází se zde i expozice věnovaná historii místa a Dušanu Jurkovičovi.

## Struktura a architektura

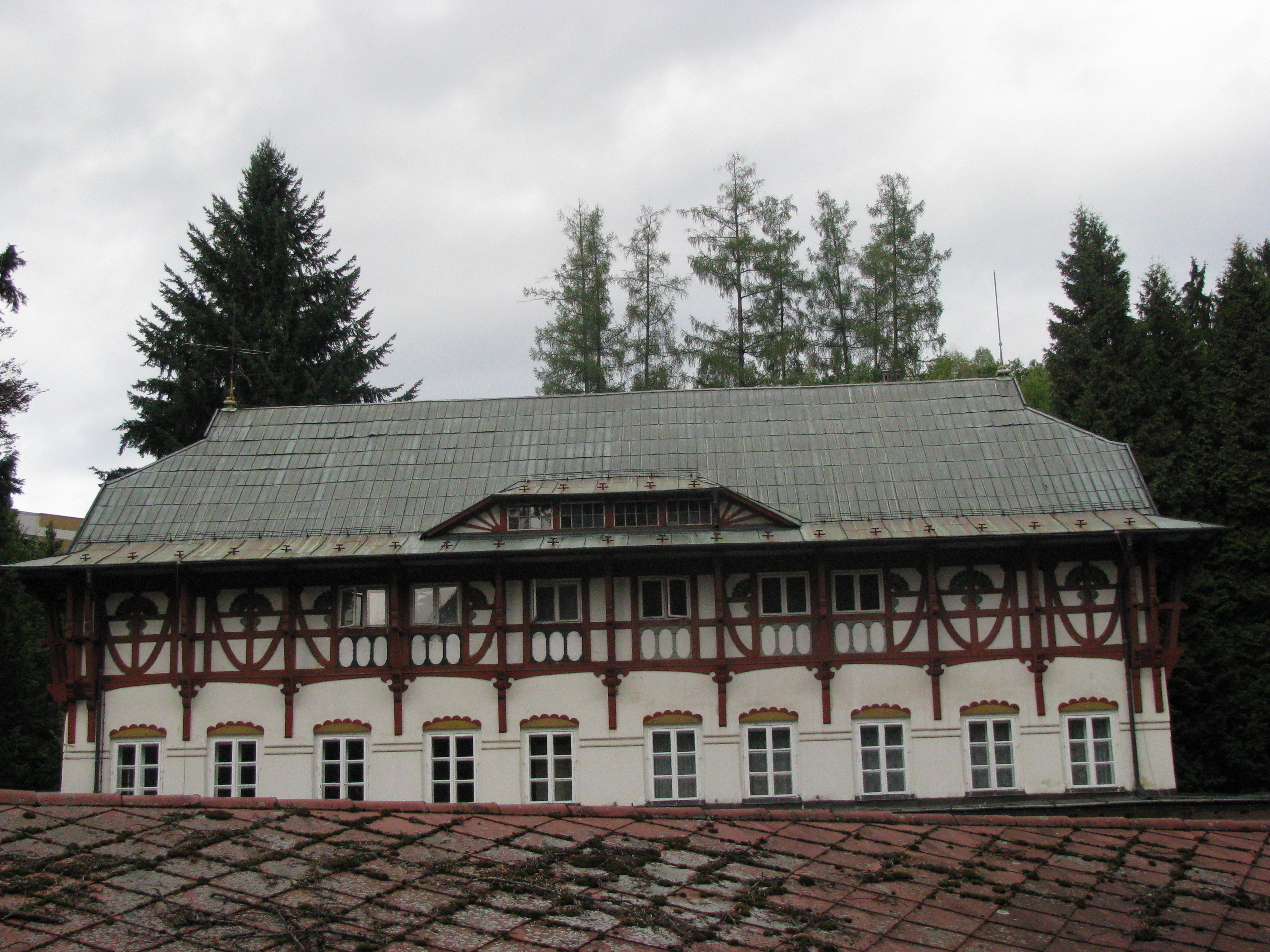

### Lázeňský dům čp. 97 – vodoléčebný ústav
Budova podle návrhu architekta Dušana Jurkoviče byla vybudována v roce 1902. Jedná se o samostatně stojící budovu na obdélníkovém půdorysu, umístěnou v mírném svahu – částečně je tedy jednopatrová a částečně dvoupatrová. V okrově omítaném přízemí jsou vsazena okna se šambránami z bílé omítky, první patro odděluje kordonová římsa a okna v něm zaujmou segmetovou dekorativní nadokenní římsou. V centrální ose jižní fasády je umístěn nápis VODOLÉČEBNÝ ÚSTAV. Druhé patro je hrázděné, střecha má motivy tradiční lomenice.
K budově jsou připojeny dva novodobé přístavky.

### Lázeňský dům čp. 320 – vodoléčebný ústav
Jedná se o volně stojící budovu na půdorysu písmene L. Vybudována byla v roce 1909. Budova je částečně přízemní a částečně jednopatrová, vysoká kamenná podezdívka kopíruje spád terénu. V přízemí mají okenní a dveřní otvory segmentové záklenky, v patře je hrázděné zdivo prolamováno obdélníkovými okny. Boční fasády jsou koncipovány podobně, zadní fasáda je prostá, bez členění. Střecha je sedlová, s valbičkami, a výrazně přesahuje před fasádu, kde je nesena na dřevěných vykrajovaných konzolích.
Budova je přestavbou původního Jestřebského mlýna z roku z 1712. Kamenné přízemí a patro z nepálených cihel bylo integováno do stávající stavby.

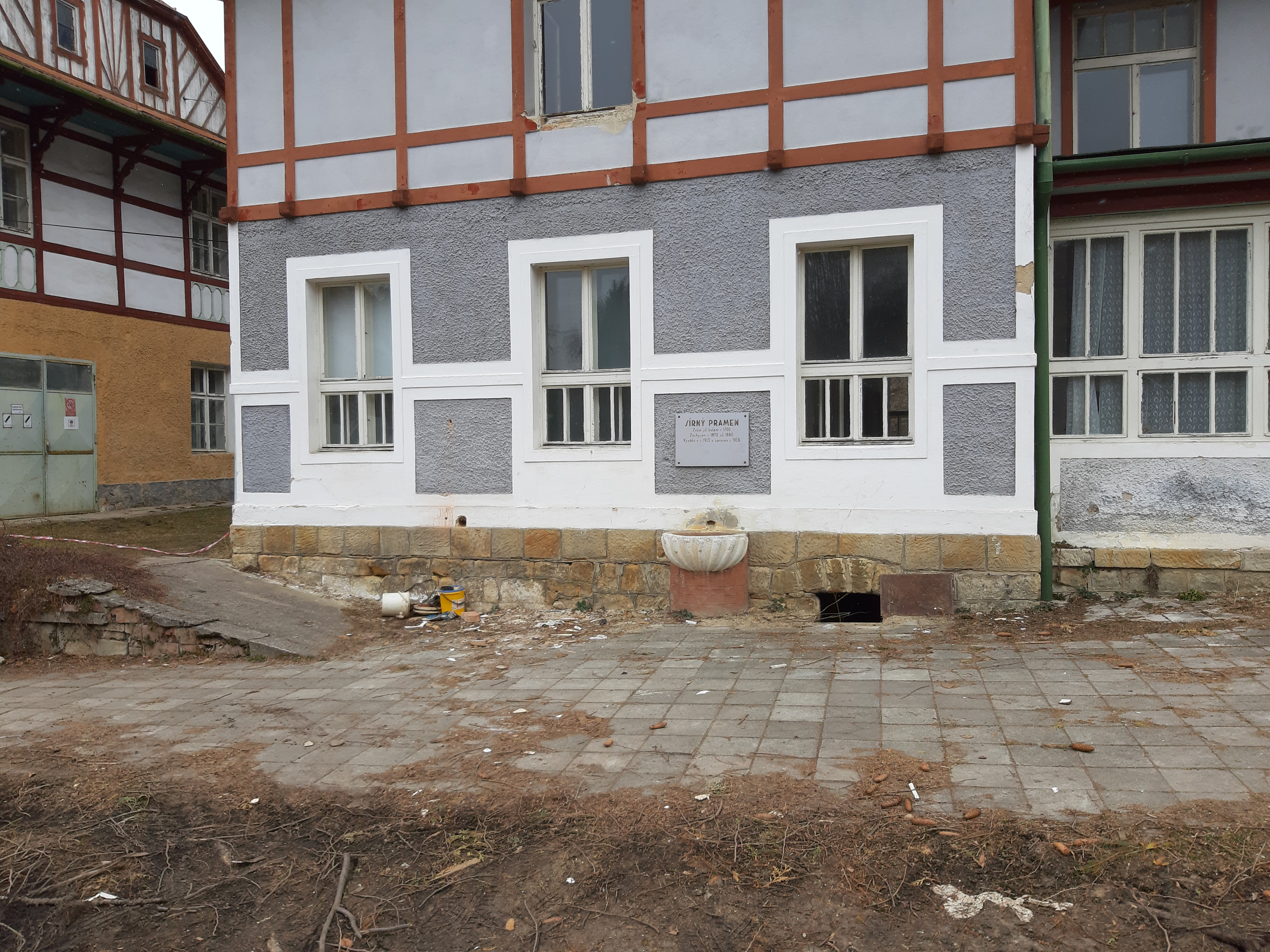

### Lázeňský dům čp. 134 – sirné a slatinné lázně
Stavba navazuje na Jurkovičovo architektonické pojetí, jejím autorem je nicméně Jan Koča. Jedná se o dvoupodlažní budovu, v prvním patře byla umístěna kancelář a koupele s odpočívárnami, ty byly také v patře druhém, které bylo připojeno dvouramenným schodištěm. Stavba je zděná, motiv hrázdění je proveden v omítce. V roce 1912 byl do objektu vyústěn sirný pramen.
V roce 1941 byla provedena přístavba objektu, jejímž autorem je Adolf Vítámvás. Ta objekt zvýšila o jedno patro a doplnila přístavek, kam byl umístěn rašelinový mlýn s přípravnou.

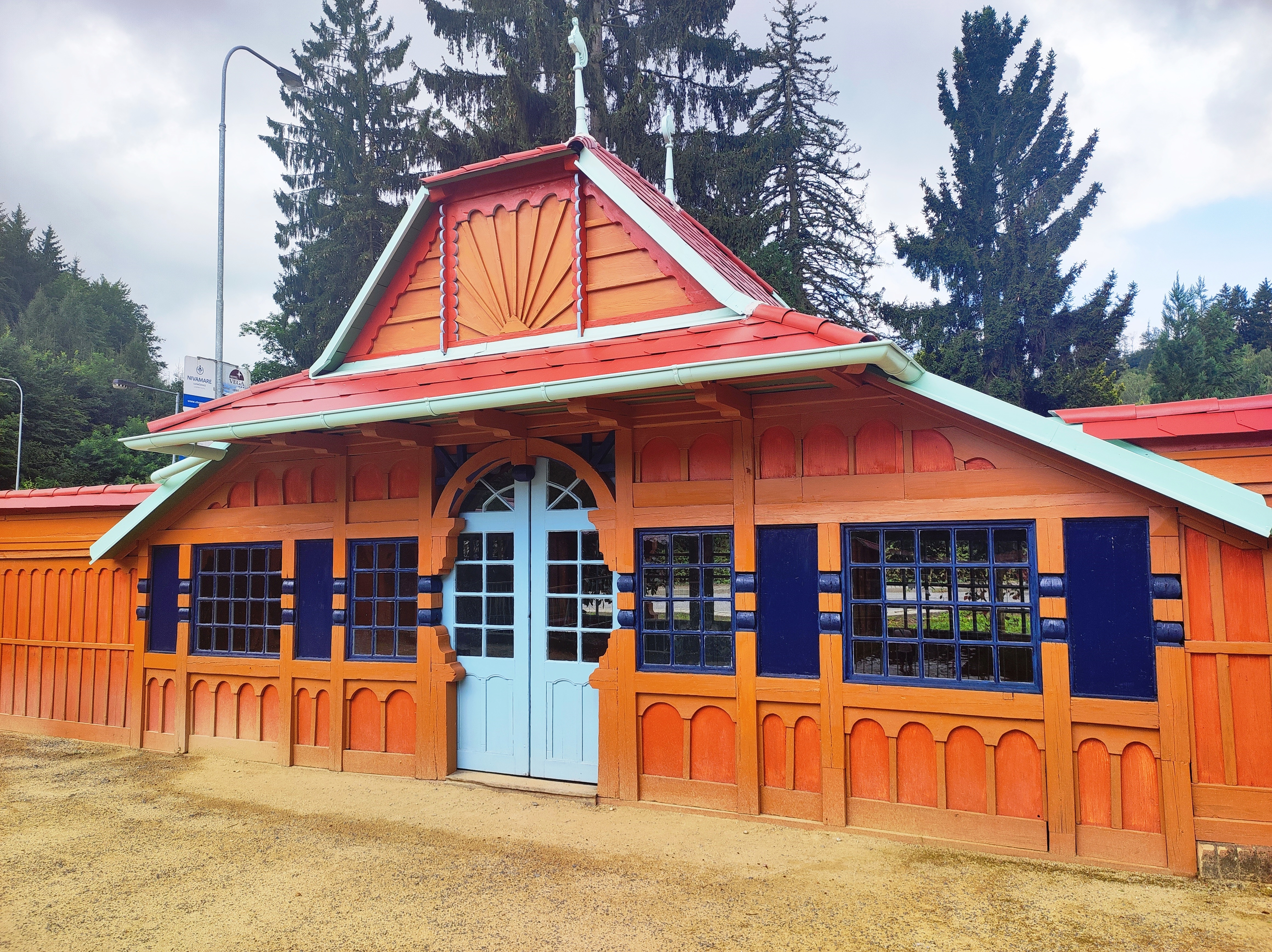

### Plovárna
Architektonicky nejzajímavější částí plovárny je její vstupní objekt, vybudovaný podle návrhu Dušana Jurkoviče. Jedná se o jednopatrovou stavbu se sedlovou střechou s motivem lomenice. Stavba je dřevěná, v barevné kombinaci červené, modré, žluté a bílé.
Otevřený bazén s pískovcovými stěnami je lemován řadami dřevěných šatních kabinek a doplněn několika přístřešky. Součástí památkové ochrany je také ohradní zeď, schodiště a budova čerpací a filtrační stanice, postavená v letech 1963–64.

## Zajímavost
V areálu se natáčely Četnické humoresky (2007) a Četníci z Luhačovic (2017).

## Fotogalerie

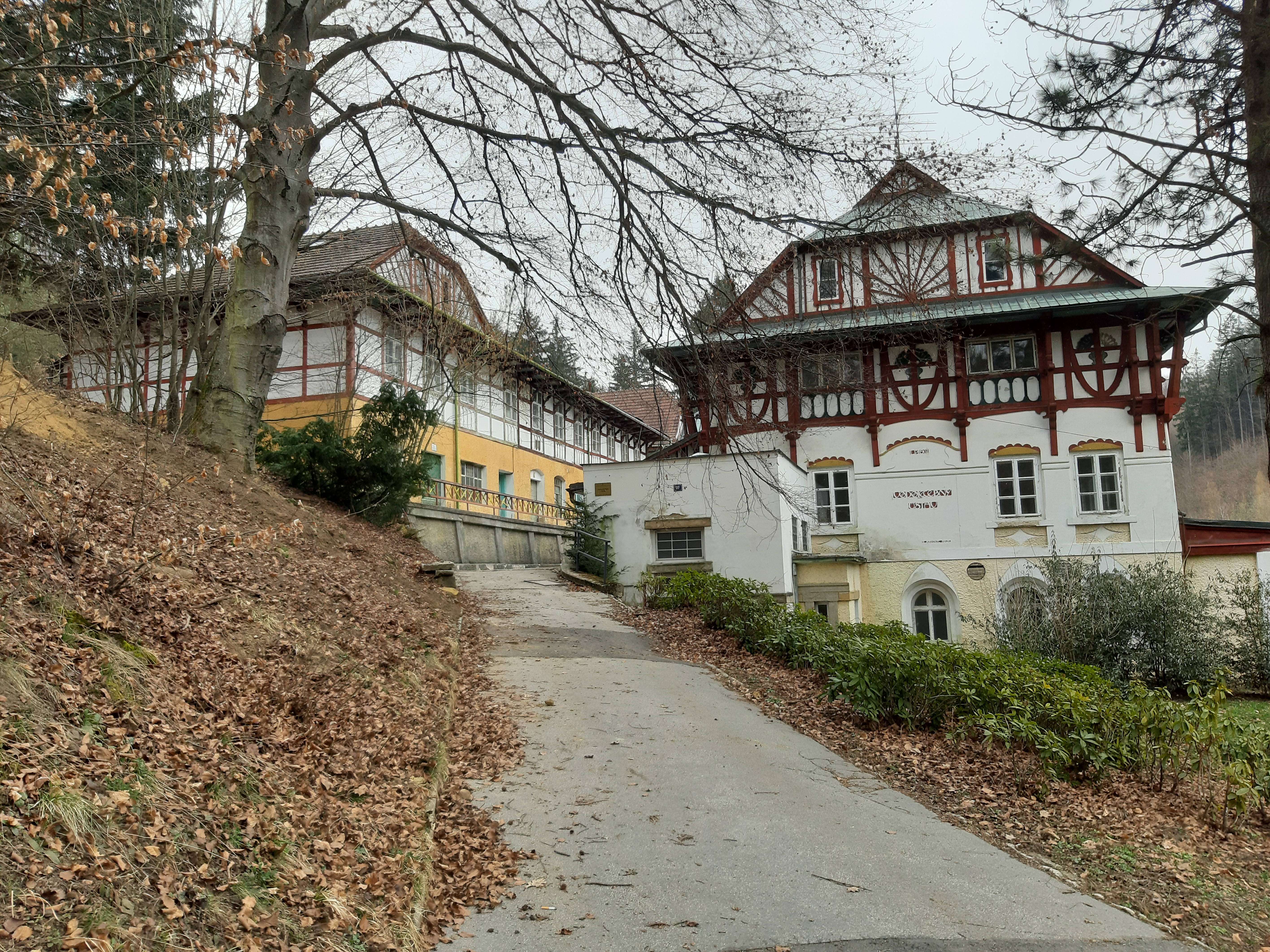
Vstup do areálu před rekonstrukci
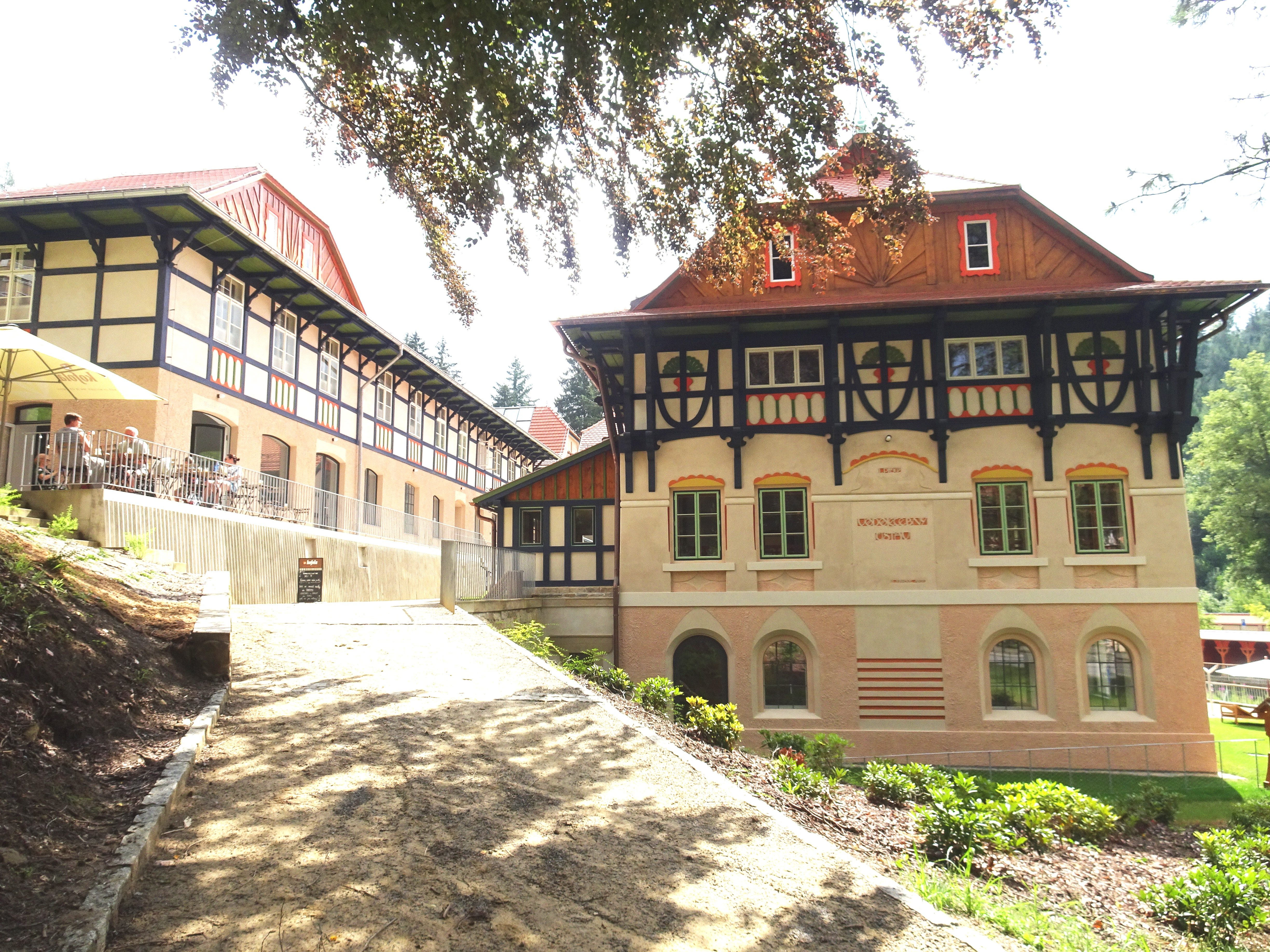
Vstup do areálu po rekonstrukci
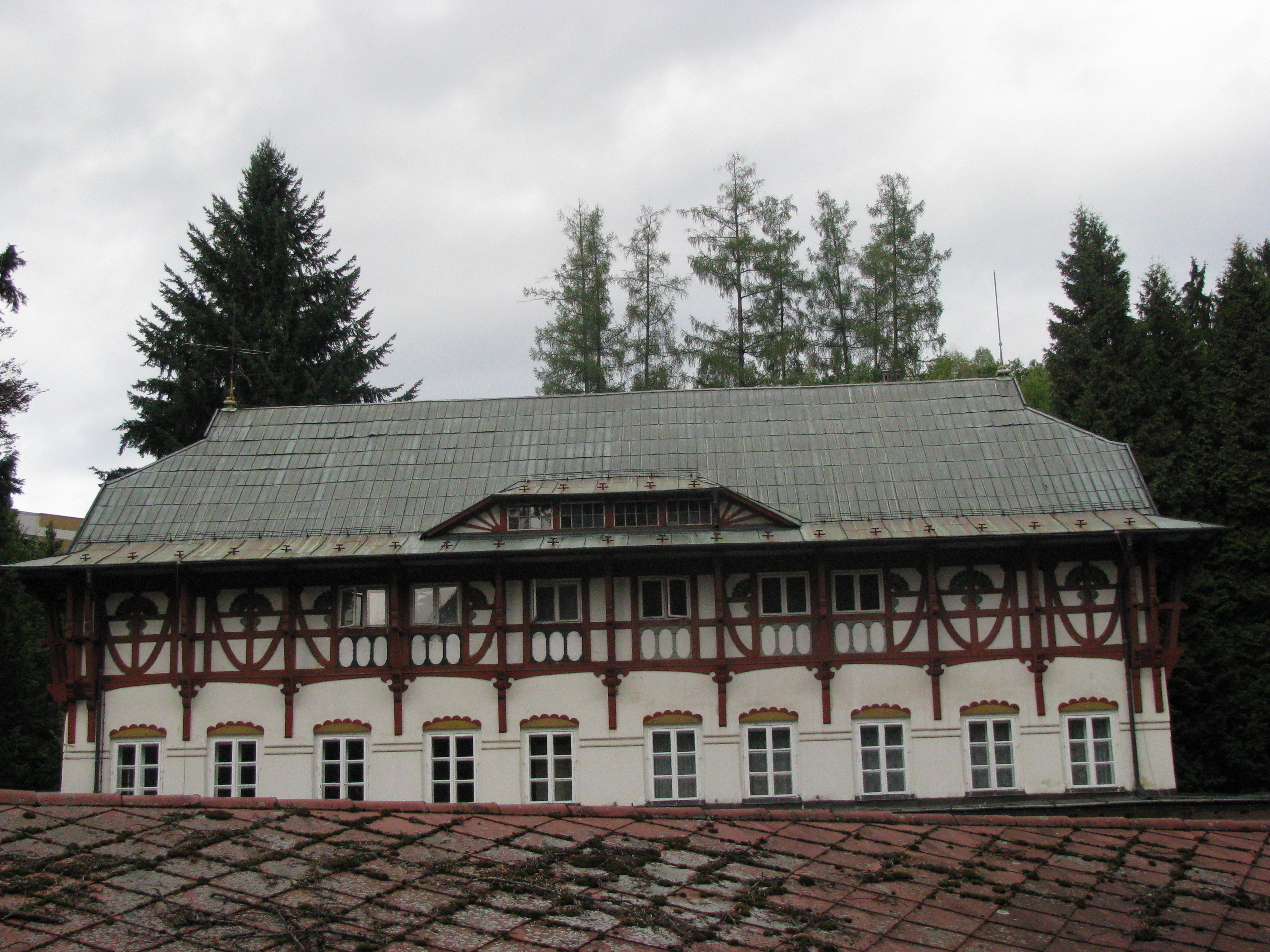
Lázeňský dům č. p. 97 před rekonstrukci
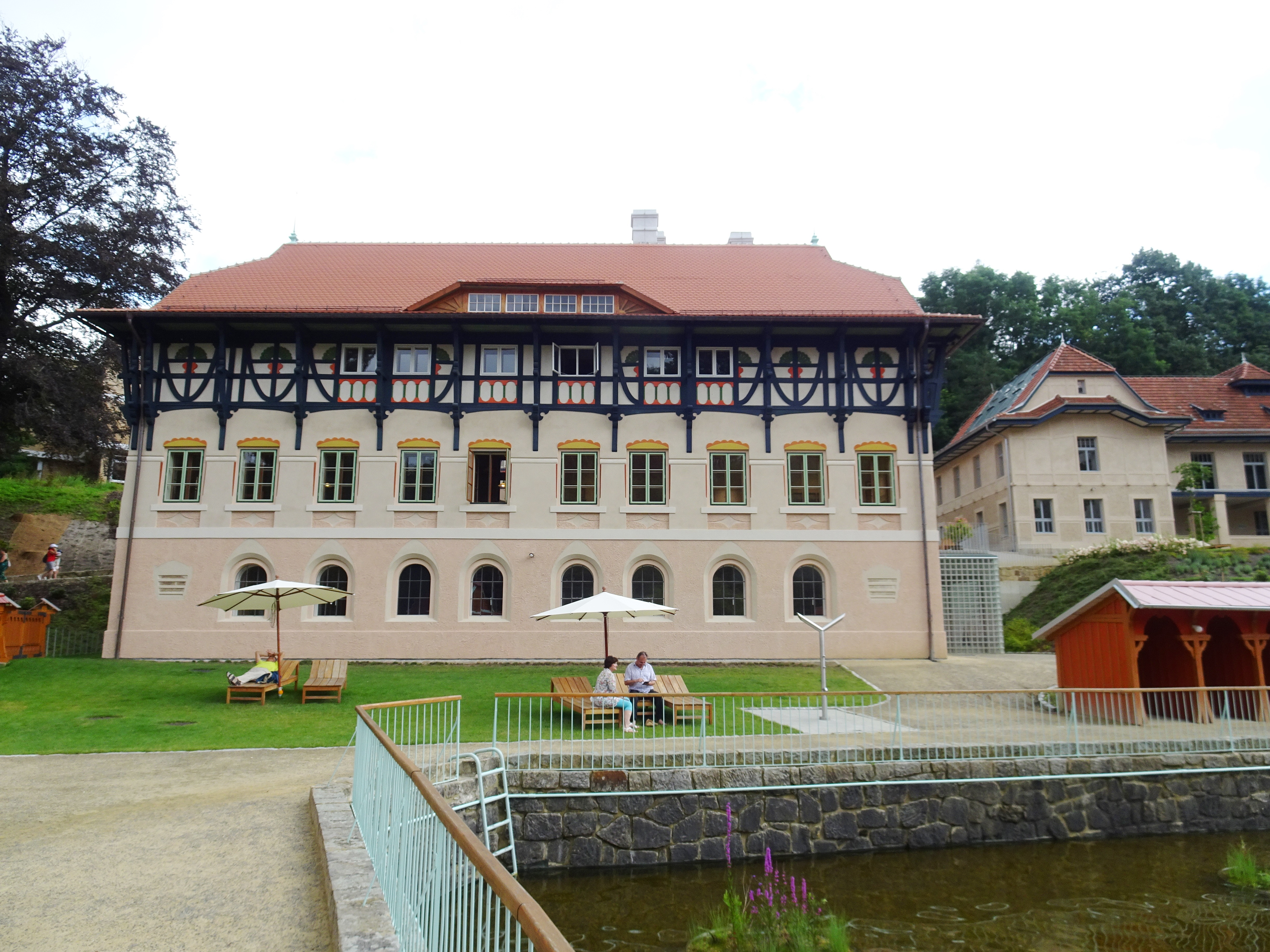
Lázeňský dům č. p. 97 po rekonstrukci
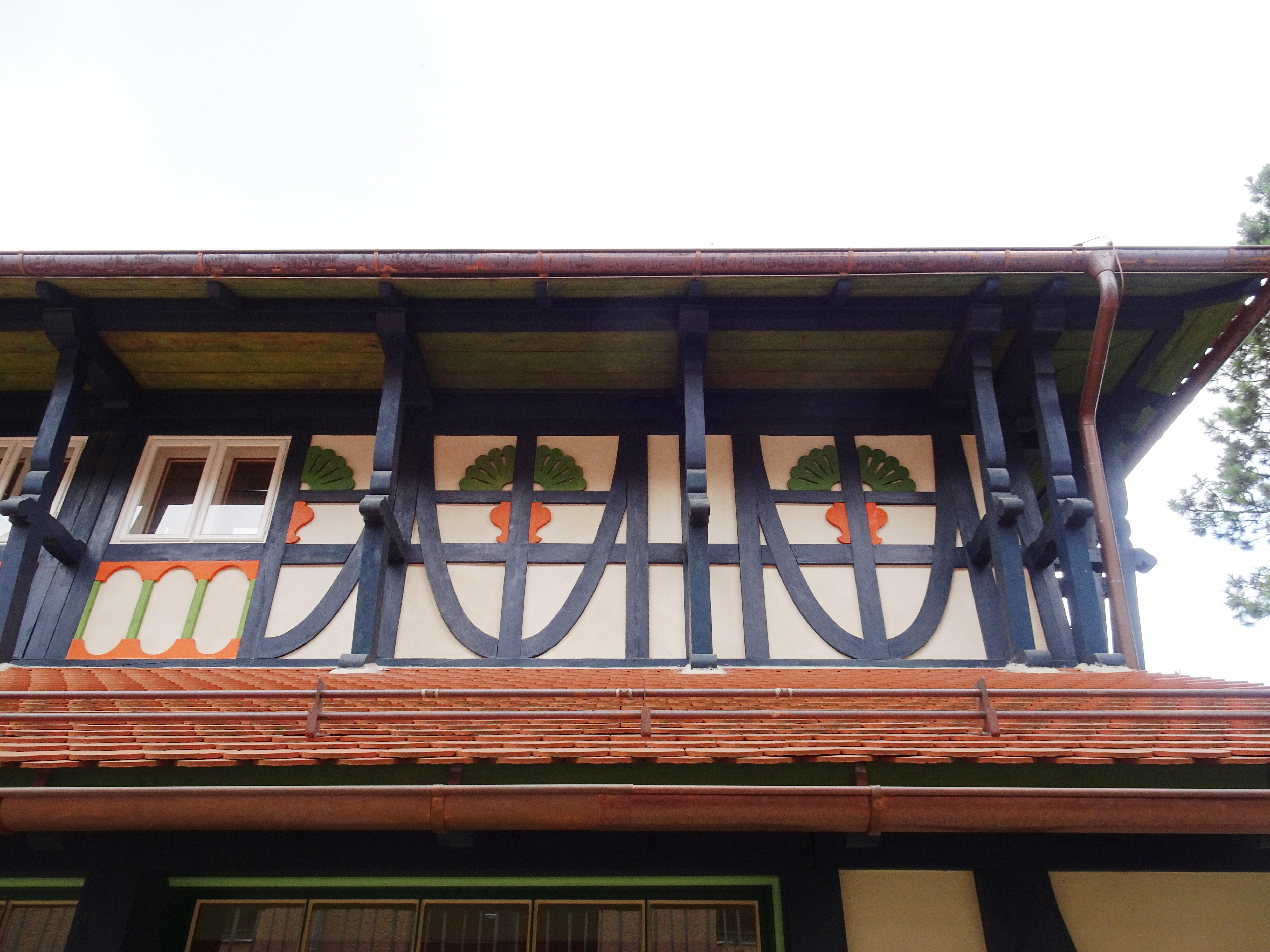
Detail Lázeňského domu č. p. 97
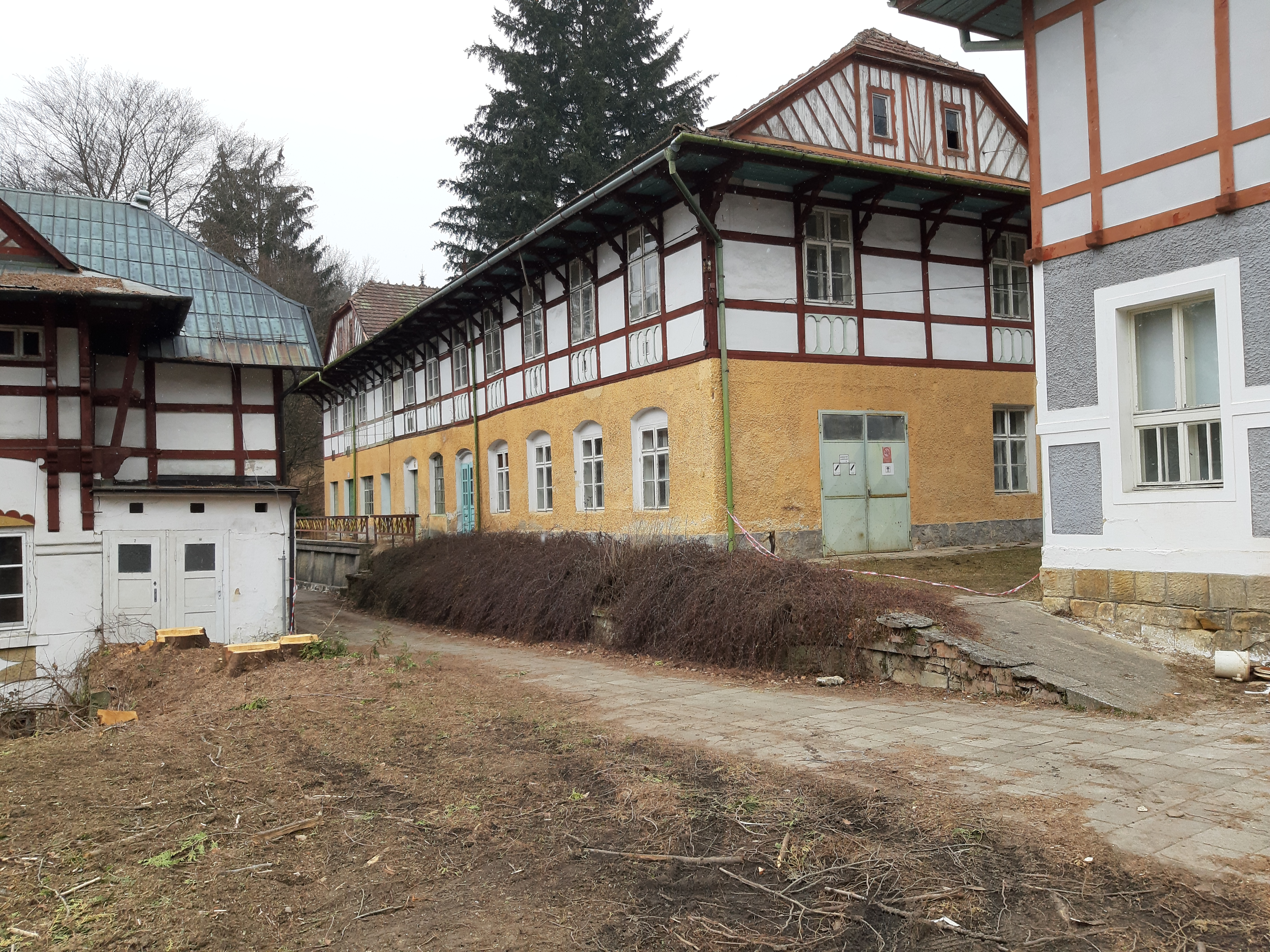
Lázeňský dům č. p. 320 před rekonstrukci
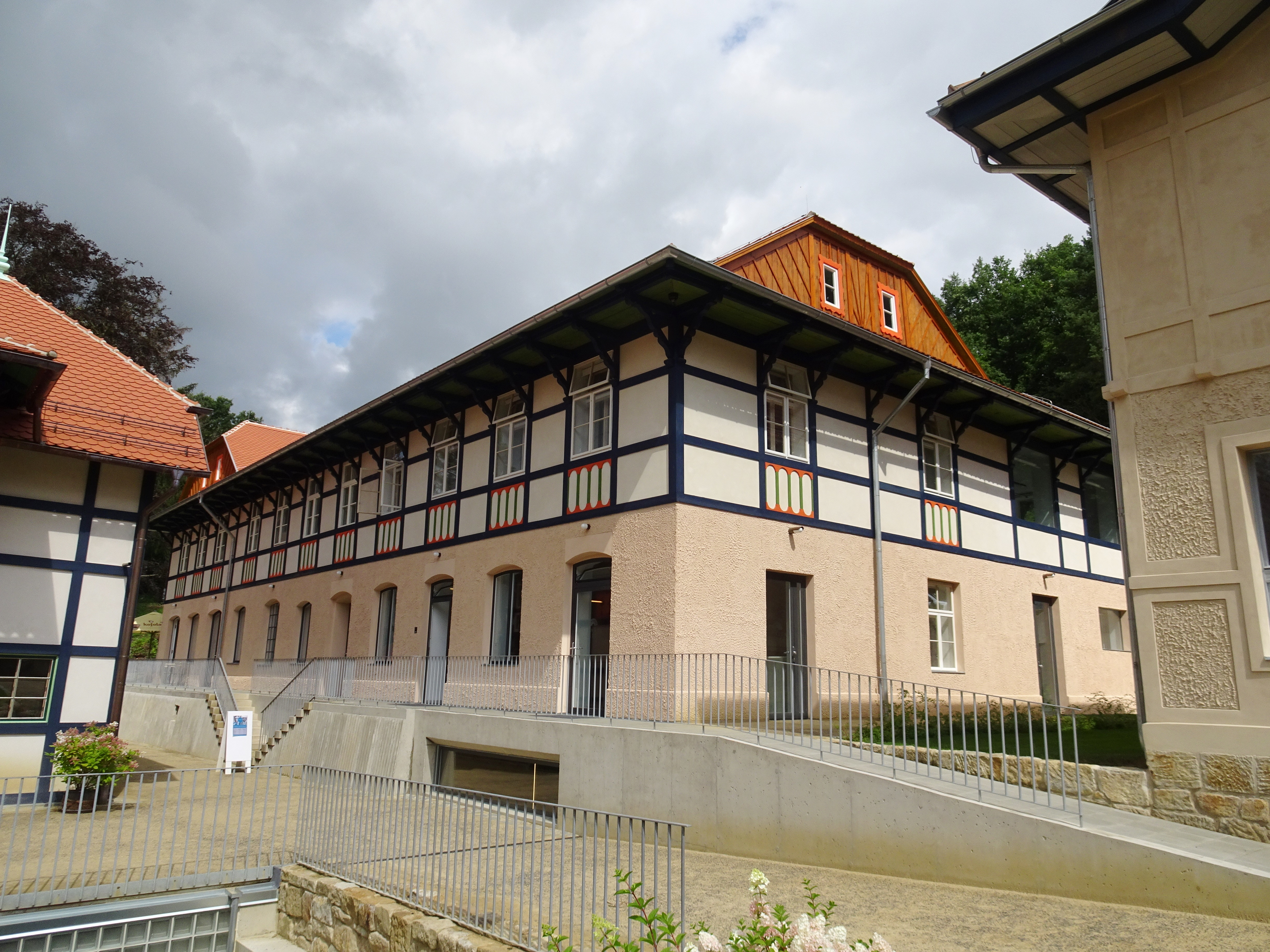
Lázeňský dům č. p. 320 po rekonstrukci
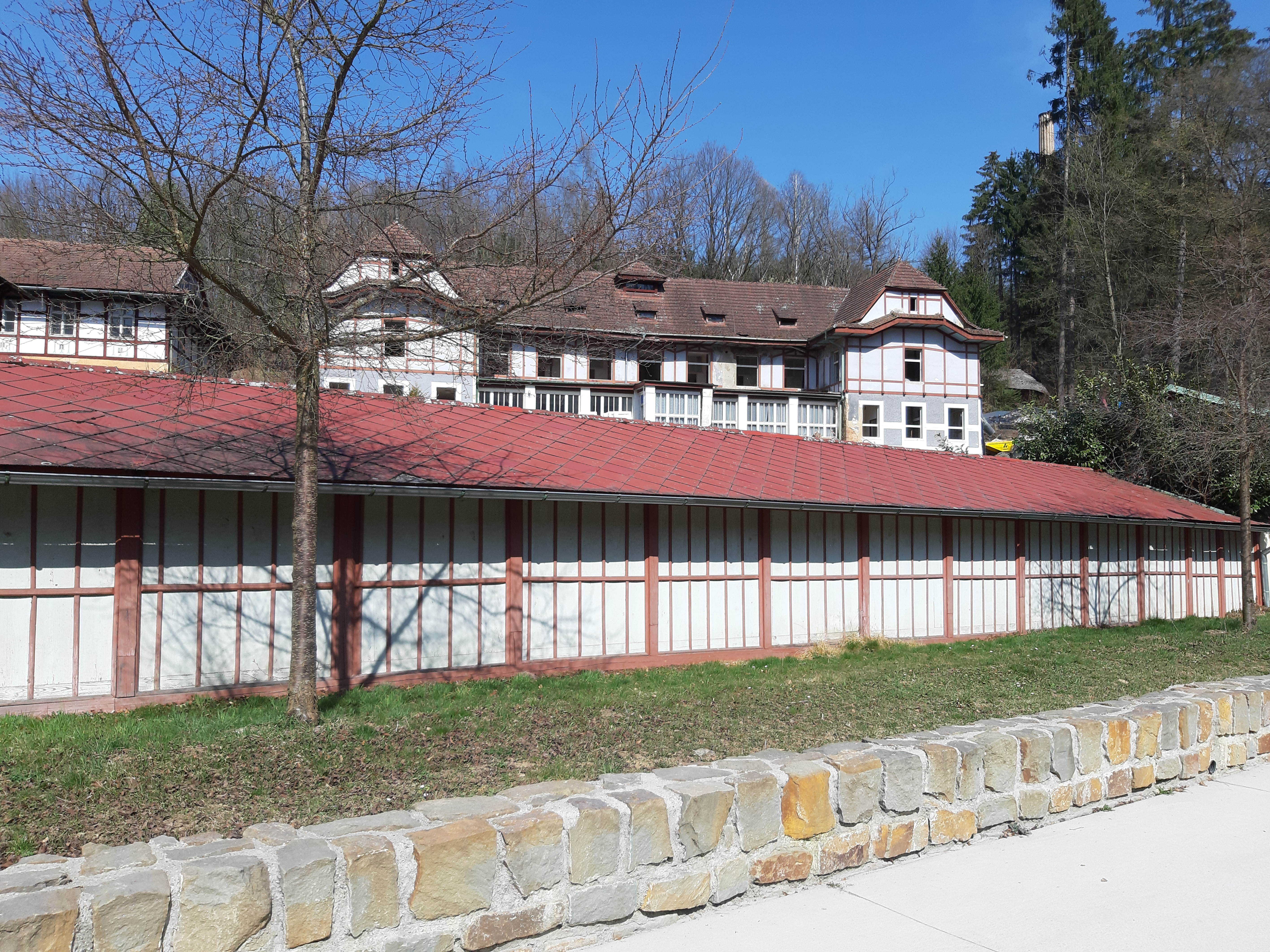
Sirné lázně před rekonstrukci
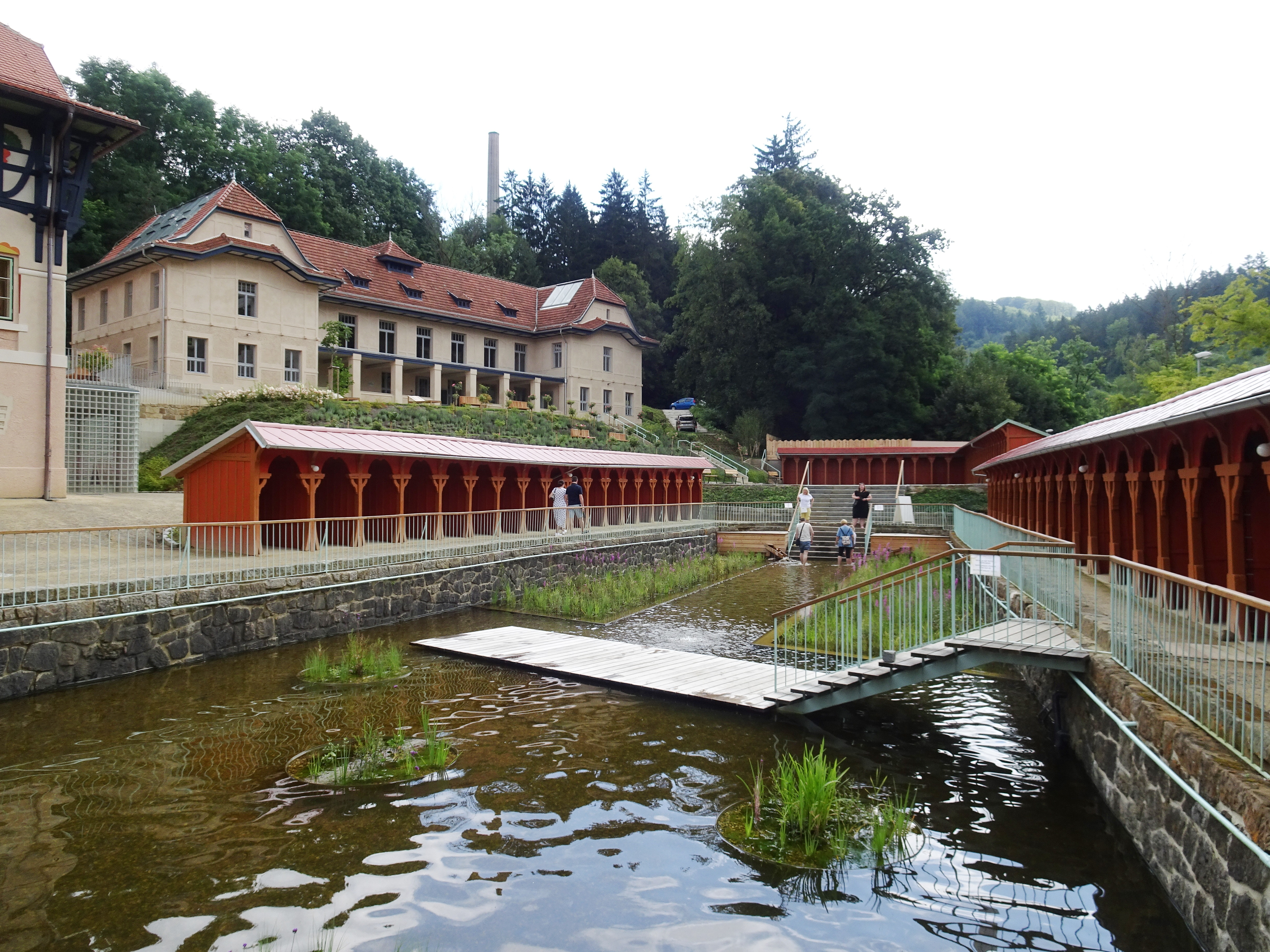
Sirné lázně po rekonstrukci
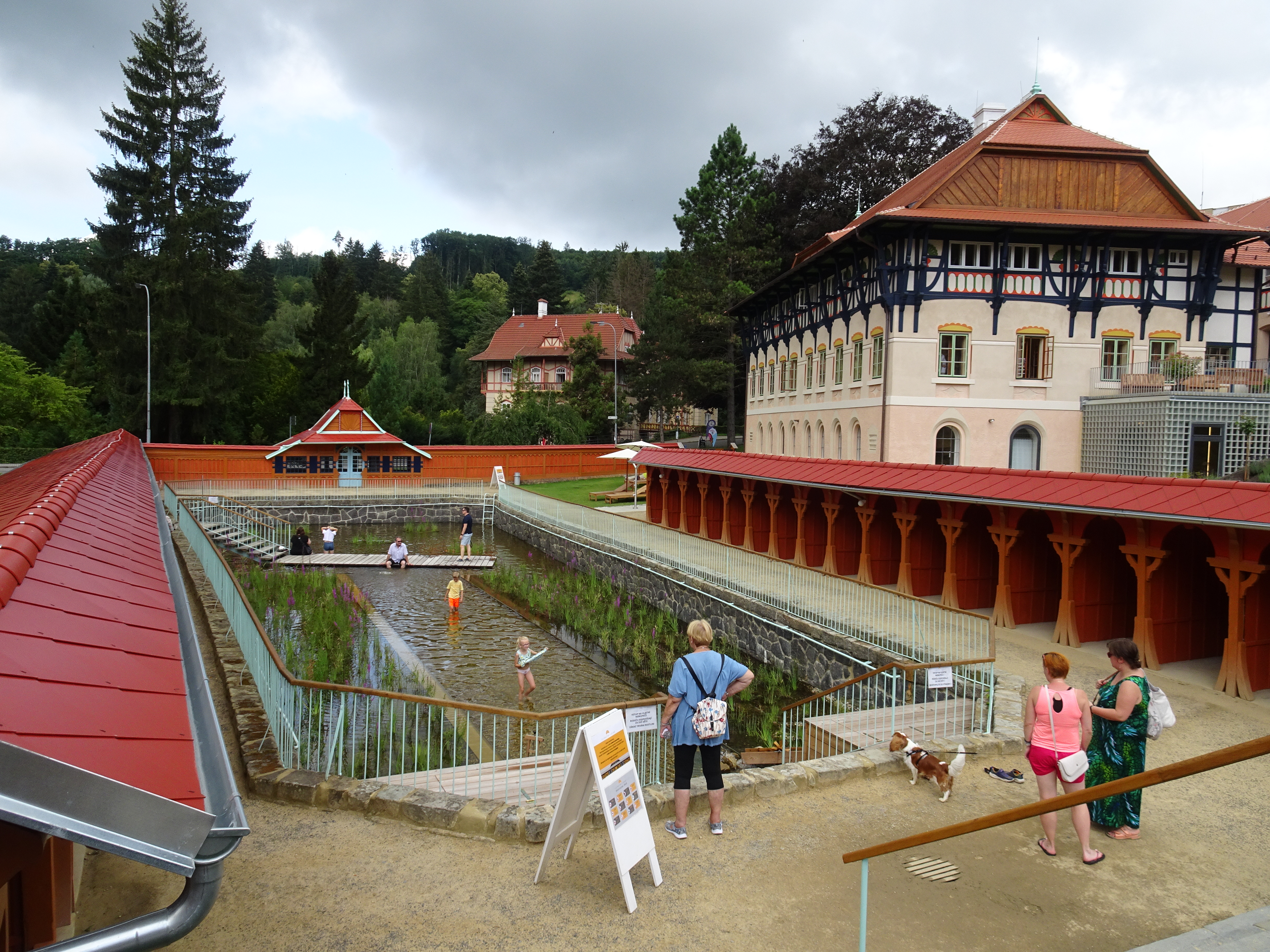
Plovárna s biotopem po rekonstrukci